# Майков, Николай Иванович
Никола́й Ива́нович Ма́йков (30 апреля 1918, Ярославль — 13 марта 2005, Жуковский, Московская область) — командир звена 134-го гвардейского бомбардировочного авиационного полка 6-й гвардейской бомбардировочной авиационной дивизии 8-й воздушной армии 4-го Украинского фронта, гвардии капитан.

## Биография
Родился 30 апреля 1918 года в городе Ярославле в семье рабочего. Русский. Член ВКП(б)/КПСС с 1943 года. Окончил 7 классов и школу ФЗУ, работал на паровозоремонтном заводе, учился в аэроклубе.
В Красной Армии с 1940 года. В 1941 году окончил Тамбовскую военную авиационную школу пилотов. В действующей армии с августа 1942 года.
Командир звена 134-го гвардейского бомбардировочного авиационного полка (6-я гвардейская бомбардировочная авиационная дивизия, 8-я воздушная армия, 4-й Украинский фронт) гвардии лейтенант Николай Майков к ноябрю 1943 года совершил шестьдесят восемь боевых вылетов на бомбардировку вражеских войск, нанеся значительный ущерб живой силе и технике противника.
Указом Президиума Верховного Совета СССР от 1 ноября 1943 года за образцовое выполнение боевых заданий командования на фронте борьбы с немецко-фашистским захватчиками и проявленные при этом мужество и героизм гвардии лейтенанту Майкову Николаю Ивановичу присвоено звание Героя Советского Союза с вручением ордена Ленина и медали «Золотая Звезда» (№ 1275).
C 1956 года Майков окончательно расстался с небом, но еще многие годы работал в Лётно-исследовательском институте начальником учебной части Школы летчиков-испытателей. На пенсию вышел в 1994 году.
Жил в городе Жуковском Московской области. Скончался 13 марта 2005 года. Похоронен на кладбище «Островцы» в Московской области.

## Награды
- орден Ленина
- два ордена Красного Знамени
- ордена Александра Невского, Отечественной войны 1-й и 2-й степени, медалями

## Память
Имя Майкова увековечено на мемориальной доске, установленной на здании Ярославского аэроклуба. В Набережных Челнах на Аллее Славы в парке Победы 30 августа 2018 г. установлен его бюст.